# První vláda Roberta Fica
První vláda Roberta Fica byla v letech 2006–2010 vláda na Slovensku. Vznikla po parlamentních volbách, které se uskutečnily 17. června 2006.
Předsedou vlády byl Robert Fico. Vládu tvořila koalice tvořená stranami SMER – sociálna demokracia, Slovenská národná strana a Ľudová strana – Hnutie za demokratické Slovensko. Vláda měla 16 členů, z nichž 11 získal SMER-SD, 3 SNS a 2 ĽS-HZDS.

## Složení vlády
| Úrad                                                                                       | Člen vlády                       | Strana | Strana            | Nástup do úřadu    | Odchod z úřadu     |
| ------------------------------------------------------------------------------------------ | -------------------------------- | ------ | ----------------- | ------------------ | ------------------ |
| Předseda vlády                                                                             | Robert Fico                      |        | SMER-SD           | 4. července 2006   | 8. července 2010   |
| Místopředseda vlády pro znalostní společnost, evropské záležitosti, lidská práva a menšiny | Dušan Čaplovič                   |        | SMER-SD           | 4. července 2006   | 8. července 2010   |
| Místopředseda vlády Ministr vnitra                                                         | Robert Kaliňák                   |        | SMER-SD           | 4. července 2006   | 8. července 2010   |
| Místopředseda vlády Ministr školství, vědy, výzkumu a sportu                               | Ján Mikolaj                      |        | SNS               | 4. července 2006   | 8. července 2010   |
| Místopředseda(kyně) vlády Ministr(yně) spravedlnosti                                       | Štefan Harabin                   |        | nestr. za ĽS-HZDS | 4. července 2006   | 23. června 2009    |
| Místopředseda(kyně) vlády Ministr(yně) spravedlnosti                                       | Robert Fico (pověřen řízením)    |        | SMER-SD           | 23. června 2009    | 3. července 2009   |
| Místopředseda(kyně) vlády Ministr(yně) spravedlnosti                                       | Viera Petríková                  |        | ĽS-HZDS           | 3. července 2009   | 8. července 2010   |
| Ministr hospodářství                                                                       | Ľubomír Jahnátek                 |        | SMER-SD           | 4. července 2006   | 8. července 2010   |
| Ministr financí                                                                            | Ján Počiatek                     |        | SMER-SD           | 4. července 2006   | 8. července 2010   |
| Ministr dopravy, pošt a telekomunikací                                                     | Ľubomír Vážny                    |        | SMER-SD           | 4. července 2006   | 8. července 2010   |
| Ministr(yně) zemědělství a rozvoje venkova                                                 | Miroslav Jureňa                  |        | ĽS-HZDS           | 4. července 2006   | 28. listopadu 2007 |
| Ministr(yně) zemědělství a rozvoje venkova                                                 | Zdenka Kramplová                 |        | ĽS-HZDS           | 28. listopadu 2007 | 18. října 2008     |
| Ministr(yně) zemědělství a rozvoje venkova                                                 | Stanislav Becík                  |        | ĽS-HZDS           | 18. října 2008     | 16. září 2009      |
| Ministr(yně) zemědělství a rozvoje venkova                                                 | Vladimír Chovan                  |        | ĽS-HZDS           | 16. září 2009      | 8. července 2010   |
| Ministr výstavby a regionálního rozvoje                                                    | Marian Janušek                   |        | SNS               | 4. července 2006   | 15. dubna 2009     |
| Ministr výstavby a regionálního rozvoje                                                    | Igor Štefanov                    |        | SNS               | 15. dubna 2009     | 11. března 2010    |
| Ministr výstavby a regionálního rozvoje                                                    | Ján Mikolaj                      |        | SNS               | 11. března 2010    | 8. července 2010   |
| Ministr obrany                                                                             | František Kašický                |        | SMER-SD           | 4. července 2006   | 30. ledna 2008     |
| Ministr obrany                                                                             | Jaroslav Baška                   |        | SMER-SD           | 30. ledna 2008     | 8. července 2010   |
| Ministr zahraničních věcí                                                                  | Ján Kubiš                        |        | SMER-SD           | 4. července 2006   | 26. ledna 2009     |
| Ministr zahraničních věcí                                                                  | Miroslav Lajčák                  |        | SMER-SD           | 26. ledna 2009     | 8. července 2010   |
| Ministryně práce, sociálních věcí a rodiny                                                 | Viera Tomanová                   |        | SMER-SD           | 4. července 2006   | 8. července 2010   |
| Ministr životního prostředí                                                                | Jaroslav Izák                    |        | SNS               | 4. července 2006   | 18. srpna 2008     |
| Ministr životního prostředí                                                                | Ján Chrbet                       |        | SNS               | 18. srpna 2008     | 5. května 2009     |
| Ministr životního prostředí                                                                | Ján Mikolaj (pověřen řízením)    |        | SNS               | 6. května 2009     | 20. května 2009    |
| Ministr životního prostředí                                                                | Viliam Turský                    |        | SNS               | 20. května 2009    | 28. srpna 2009     |
| Ministr životního prostředí                                                                | Dušan Čaplovič (pověřen řízením) |        | SMER-SD           | 28. srpna 2009     | 28. října 2009     |
| Ministr životního prostředí                                                                | Jozef Medveď                     |        | SMER-SD           | 29. října 2009     | 30. června 2010    |
| Ministr kultury                                                                            | Marek Maďarič                    |        | SMER-SD           | 4. července 2006   | 8. července 2010   |
| Ministr zdravotnictví                                                                      | Ivan Valentovič                  |        | SMER-SD           | 4. července 2006   | 3. června 2008     |
| Ministr zdravotnictví                                                                      | Richard Raši                     |        | SMER-SD           | 3. června 2008     | 8. července 2010   |

### Počet členů podle navrhujících subjektů
| - SMER-SD | 11 |
| - ĽS-HZDS | 3  |
| - SNS     | 2  |

## Vývoj ve vládě

### Koaliční smlouva a hlasování o důvěře
Podle koaliční smlouvy se předsedou vlády stal Robert Fico a koaliční strany si rozdělily ministerstva v poměru SMER : SNS : ĽS-HZDS — 11 : 3 : 2, podle poměrného výsledku voleb. SNS získala ministerstvo školství, dále výstavby a regionálního rozvoje a ministerstvo životního prostředí, ĽS-HZDS ministerstva zemědělství a spravedlnosti. Z důvodu kontroverzní minulé vlády Vladimíra Mečiara (ĽS-HZDS) a Jána Sloty (SNS) byli za ministry jmenováni členové koaličních stran a ne některý z jejich předsedů. Předsedové působili celé volební období jako poslanci NR SR a vládu řídili z koaliční rady.
11 členů vlády patřilo mezi bývalé členy Komunistické strany Slovenska, slovenské buňky KSČ.
Při hlasování o důvěře vlády ji 4. srpna 2006 důvěru vyslovilo 80 ze 135 přítomných poslanců. Proti bylo 55. Z koalice nebyli přítomni Vladimír Mečiar a Beata Sániová z ĽS-HZDS, za SMER-SD chyběl Ján Richter a za SNS Jaroslav Paška a Rudolf Púčik.

### Činnost vlády
Koalice podle předvolebního příslibu zrušila placení regulačních poplatků ve zdravotnictví. Plánovala přehodnotit i další hospodářské a sociální reformy po předešlé Dzurindově vládě. Dotkla se více národnostních otázek, když řešila spor o dvoujazyčných zeměpisných názvech v maďarštině, nebo schválila zákon o pozbytí státního občanství SR při získaní občanství jiného.
ĽS-HZDS požadovala zrušení Speciálního soudu SR. Soud byl nakonec zrušen Ústavním soudem SR, ale jeho působnost převzal Specializovaný trestní soud SR, jehož vznik Fico prosadil v zkráceném konání v parlamentu společně s opozicí.
V roce 2009 SNS ztratila ministerstvo životního prostředí pro kauzu netransparentního prodeje emisních kvót.
Dnes již bývalý náměstek Ministerstva obrany ČR Jaroslav Kopřiva při domlouvání korupční zakázky v létě 2010 uvedl, že jeho kontakty byla navázány i na vládu Roberta Fica.